# Hou Yuxia
Hou Yuxia (chiń. 侯玉霞; ur. 20 maja 1979 w Jilin) – chińska biathlonistka, jej największym sukcesem jest 11. miejsce w sztafecie w czasie Mistrzostw Świata w Biathlonie w 2004 roku.

## Osiągnięcia

### Igrzyska Olimpijskie
| 2006 Turyn/Cesana San Sicario (Włochy) | 58. miejsce (15 km), 54. miejsce (7,5 km), 28. miejsce (12,5 km) |

### Mistrzostwa Świata
| 2004 Oberhof (Niemcy)     | 30. miejsce (15 km), 14. miejsce (7,5 km), 30. miejsce (10 km), 11. miejsce (4 * 7,5 km) |
| 2005 Hochfilzen (Austria) | 62. miejsce (7,5 km)                                                                     |

### Puchar Świata
| Sezon     | Miejsce |
| --------- | ------- |
| 2003/2004 | 52.     |
| 2004/2005 | 43.     |
| 2005/2006 | 25.     |